# 3Delight
3Delight 是一个专有的，符合 RenderMan 规范的逼真图像渲染器，和皮克斯的 PRMan 有一样高的渲染质量和效率，由 Taarna 工作室的子公司 DNA Research 开发。

## 特性
3Delight 主要使用 Reyes 渲染架构，但也支持光线追踪和全局照明渲染，完全支持多线程和分布式渲染，因此可以有效利用计算机的多核处理器，以及拥有众多计算机的渲染农场的计算资源进行渲染。
3Delight 拥有以下特性：
- 可编程着色，使用 RSL 编写着色器
- 面光源
- 景深
- 置换
- 环境贴图
- 全局照明
- 细节层次
- 运动模糊
- 特殊镜头映射（通过 ray trace hider）
- 光线跟踪
- 深度阴影
- 实体模型
- 纹理映射
- 体积着色

此外，3Delight 还支持以下特性：
- 光子映射
- 点云
- 多级细分曲面
- NURBS 曲线
- 砖图（三维 Mipmap 纹理）
- RIB判决，允许仅在满足特定条件下才解析指定的 RIB 片段。[3]
- 类着色器
- Co-shaders

### 模块化
3Delight 是模块化的，其主模块实现了 Reyes 渲染算法。其他的模块，被称为「Sabretooth」，通过 ，用于光线跟踪和全局照明计算。
通过选择不同的 hider，明确指定进行光线跟踪渲染，使之从一个 Reyes/光线跟踪杂交的渲染器变成完全的光线跟踪渲染器。
其他的特性包括：
- 支持 Maya Hypershade 的多数材质，3Delight 可以自动转换 Maya 材质为 RenderMan 材质。
- 支持 Maya、3ds Max、Softimage、Houdini、Massive 等三维软件。
- 扩展的显示子集（display subset），允许渲染出来的几何原型写入相同的显示变量（display variable），并写到不同的图像里。比如，使用显示子集，可以把一个动物的皮肤和毛发渲染成分开的图像，并且毛发通道（pass）不会遮挡皮肤通道。
- 快速高效的点云，存储砖图和点云的数据结构被设计成仅在必要的时候加载所需的部分，这样可以尽量减少渲染所需的内存。
- 程序化几何模型在光线跟踪也是按需生成，尽量减少渲染所需的内存。
- 置换着色器可以嵌套。
- 置换着色器可在模型着色前对几何原型的顶点进行运算。
- gather() shaderop 可用于产生点云，以从 HDR 图像生成取样分布，如此可以方便的把光子映射和图像照明结合起来。
- 磁盘读写缓存，在大场景渲染时优化大量数据传输，减少网络阻塞。
- 一个允许对任何数据运行 RSL 代码的 C 语言 API，比如，对模型的顶点属性数据进行处理。

## 历史
3Delight 的开发开始于 1999 年，于 2000 年首次公开发布。3Delight 是首个结合 Reyes 算法和光线跟踪的 RenderMan 渲染器，当时能够进行光线跟踪的 RenderMan 渲染器是 BMRT，但 BMRT 并非一个Reyes 渲染器。3Delight 从一开始就是一个商业渲染器，但在 2000 年 8 月到 2005 年 3 月，开发商允许人们免费使用，以便建立用户群。
从 2011 年 10 月发布的 10.0 开始，名字改成了 3Delight Studio Pro，从这个版本开始，开发商允许用户使用整个 3Delight 所带的套件，包括命令行工具、程序库，以及 Maya 和 Softimage 插件。
从 2013 年 10 月发布的 11.0 版开始，使用免费许可证的用户可以使用四个 CPU 核心来渲染（之前只能使用两个核心），并且能获取之前只有付费用户才能得到的小版本更新。
目前的许可方式，依然是基于线程数量，年度技术支持的费用也和线程数有关。

## 主版本历史
自从 4.0 到 10.0，基本上每个 3Delight 主版本都以一个电影行业名词作为名称。
- 3Delight 10.0.4，"Blade Runner"，名字改为 3Delight Studio Pro，2011 年 10 月
- 3Delight 9.0.0（页面存档备份，存于），"Antonioni"，2009 年 12 月
- 3Delight 8.5.0（页面存档备份，存于），"Bronson"，2009 年 5 月
- 3Delight 8.0.0（页面存档备份，存于），"Midnight Express"，2008 年 10 月
- 3Delight 7.0.0（页面存档备份，存于），"Django"，2007 年 11 月
- 3Delight 6.5.0（页面存档备份，存于），"Ennio"，2007 年 2 月
- 3Delight 6.0.1（页面存档备份，存于），"Dario_Argento"，2006 年 11 月
- 3Delight 5.0.0（页面存档备份，存于），"Moroder"，2006 年 2 月
- 3Delight 4.5.0（页面存档备份，存于），"Lucio_Fulci"，2005 年 8 月
- 3Delight 4.0.0（页面存档备份，存于），"Indiana"，2005 年 3 月
- 3Delight 3.0.0
- 3Delight 2.1.0（页面存档备份，存于），2004 年 6 月
- 3Delight 2.0.0（页面存档备份，存于），2004 年 1 月
- 3Delight 1.0.6beta
- 3Delight 1.0.0（页面存档备份，存于），beta，2003 年 1 月
- 3Delight 0.9.6（页面存档备份，存于），2002 年 8 月
- 3Delight 0.9.4（页面存档备份，存于），2002 年 6 月
- 3Delight 0.9.2（页面存档备份，存于），2001 年 12 月
- 3Delight 0.9.0（页面存档备份，存于），2001 年 8 月
- 3Delight 0.8.0，2001 年 3 月
- 3Delight 0.6.0（页面存档备份，存于），2000 年 9 月
- 3Delight 0.5.1（页面存档备份，存于） ，2000 年 8 月

## 支持的平台
3Delight 既有 32 位平台也有 64 位平台版本，目前支持的平台主要有
- 苹果公司 PowerPC 和 x86 平台上的 Mac OS X
- x86，x86-64 和 Cell 平台上的 GNU/Linux
- 微软 x86 和 x86-64 平台上的 Windows

### 停止开发的平台
- 迪吉多公司 Alpha 平台的 Digital UNIX（英语：Digital_UNIX）
- 硅谷图形公司 MIPS 平台的 IRIX
- 升阳电脑SPARC 平台的 Solaris

## 使用 3Delight 的影视项目[7]
- Assault on Precinct 13
- Bailey's Billions
- 黑色圣诞
- 荣誉之刃
- 血钻
- 夏洛特的网
- 长江七号
- 纳尼亚传奇：狮子·女巫·魔衣橱
- The Chronicles of Riddick
- Cube Zero
- 第九区
- 神奇四侠
- 神奇四侠：银魔现身
- 死神来了3
- 哈利·波特与“混血王子”
- 哈利·波特与凤凰社
- 绿巨人
- 神奇绿巨人
- The Last Mimzy
- The Ruins
- The Seeker: The Dark is Rising
- 终结者之救赎
- 超人归来
- 野兽冒险乐园
- The Woods
- X战警3：最后之战
- X战警前传：金刚狼

以下全 CG 电影使用了 3Delight：
- Adventures in Animation (IMAX 3D featurette)
- Free Jimmy